# Zaziya
Zaziya (correctament Sasiya que vol dir "boca petita", però convencionalment Zaziya) fou rei dels turuqueus al segle xviii aC. Després d'un missatge al rei Zimrilim de Mari, les relacions amb aquest vam millorar. Havia de rebre tropes però alguns reis no els van enviar. Ishme-Dagan I d'Ekallatum va demanar ajut a Babilònia contra els turuqueus, i efectivament Hammurabi va enviar un contingent que havia de lluitar contra ells i el rei de Qabra; Zaziya apareix com a sobirà d'Hammu-Rabi rei de Kurda però sembla una mena de sarcasme. Tres-cents turuqueus van anar amb ell a Rakna. Hauria creuat el Tigris en alguna expedició que no s'esmenta. Va escriure a Hammurabi de Babilònia per determinar el rang dels reis d'una zona. Va entregar al rei de Simurrum a Sasum, rei dels quteus, al que es va sotmetre i al que va donar als seus fills com a ostatges. Va fer un tractat amb Hammu-Rabi de Kurda.